# Hemijana
Hemijana is een geslacht van vlinders van de familie Eupterotidae.

## Soorten
- H. griseola Rothschild, 1917
- H. ruberrima Rothschild, 1917
- H. subrosea Aurivillius, 1893
- H. variegata Rothschild, 1917